# Felice Martini
Felice Martini (Parma, 16 aprile 1852 – 1931) è stato un traduttore e saggista italiano.

## Biografia
Nacque da Pietro (del quale, nel 1882 e per i tipi di Battei, pubblicò una raccolta di poesie) e Chiara Cornazzani. Dopo essere stato professore di scuola media, fu libero docente di letteratura italiana all'Università di Roma. Scrisse un manuale di letteratura italiana a uso scolastico. Curò edizioni di classici, tra cui Longo Sofista, Dafni e Cloe (nella traduzione di Annibale Caro); Senofonte Efesio,  Abrocóme e Anzia (nella traduzione di Anton Maria Salvini); Dante, Divina Commedia; Apuleio, L'asino d'oro (nella traduzione di Agnolo Firenzuola). Di quest'ultima opera diede pure una versione italiana di suo pugno, giudicata «veramente egregia», per l'editore Angelo Fortunato Formiggini (1927). Scrisse una breve monografia su Catullo (Battei, 1880).